# Union for Nationernes Europa
Union for Nationernes Europa (UEN) var en politisk gruppe i Europa-Parlamentet i 1999–2009. Gruppen samarbejdede med Alliance for Nationernes Europa.

## Medlemspartier
- Danmark: Dansk Folkeparti (1 medlem).
- Frankrig: Rassemblement pour la France et l'indépendance de l'Europe (12 medlemmer).
- Irland: Fianna Fáil (4 medlemmer).
- Italien: Patto Segni – Alleanza Nazionale (8 medlemmer), Lega Nord (4 medlemmer) og La Destra (1 medlem).
- Letland: Tēvzemei un Brīvībai/LNNK (4 medlemmer).
- Litauen: Lietuvos valstiečių ir žaliųjų sąjunga (1 medlem) og Tvarka ir teisingumas (1 medlem).
- Polen: Lov og Retfærdighed (7 medlemmer), Liga Polskich Rodzin (5 medlemmer), Samoobrona Rzeczpospolitej Polskiej (5 medlemmer) og Stronnictwo „Piast” (3 medlemmer).
- Portugal: CDS – Partido Popular (2 medlemmer) .

## Dansk medlemmer
Mogens Camre var medlem af parlamentsgruppen for starten i 1999, og indtil han gik ud af parlamentet i 2009. I sommeren 2009 var Morten Messerschmidt og Anna Rosbach Andersen kortvarigt medlemmer af gruppen. 

## Opløsning
I efteråret 2009 blev gruppen Union for Nationernes Europa opløst, og medlemmerne fordelte sig til andre borgerlige partier – fortrinsvis til de to nydannede alliancer: Alliancen af Europæiske Konservative og Reformister AECR og Bevægelsen for Frihed og demokrati i Europa (Movement for a Europe of Liberties and Democracy – MELD). 